# Полуверижна машина
Полуверижната машина е цивилно или военно превозно средство с колела в предната част, за управление, и гъсенична верига в задната част, за задвижване на машината и поемане на по-голямата част от натоварването. Целта на тази комбинация е получаване на превозно средство с добри възможности за придвижване по пресечен терен и управление на колесна машина.